# 鳳町
鳳町（おおとりちょう）は、かつて大阪府にあった町。現在の堺市西区の一部にあたる。

## 歴史
日本武尊が死後に白鳥（大鳥）となって最後に当地に舞い降りたという逸話から「大鳥」の地名が生まれ、町村制施行時に「大鳥」の吉字として「鳳」が採用された。また、古代の当地は海に面した低湿地で、オオトロ（大泥）がオオトリに転訛し、日本武尊の白鳥伝説と習合することになったという説もある。
江戸時代は全域幕府領で、その内訳は旧高旧領取調帳によると、大鳥村・野代村が旗本（代官）領、長承寺村が一橋徳川家領、北王子村が田安徳川家領であった。

### 沿革
- 1881年（明治14年）2月7日 - 大鳥和泉郡役所が堺区大町東の祥雲寺より大鳥郡長承寺村に移転。
  - 当初は湊郡役所の名称で大鳥郡湊村への設置を予定していたが、結局湊村には一度も設置されることなく、堺区より移転後郡制廃止まで当地に所在することとなった。現在も大阪府泉北府民センターが当地に所在している。
- 1889年（明治22年）4月1日 - 町村制施行により、大鳥郡大鳥村、北王子村、長承寺村、野代村が合併して鳳村が発足。大字北王子に村役場を設置。
- 1896年（明治29年）4月1日 - 郡の統廃合により、所属郡が泉北郡に変更。
- 1920年（大正9年）6月1日 - 町制を施行して、泉北郡鳳町となる。
- 1942年（昭和17年）7月1日 - 泉北郡浜寺町、踞尾村、八田荘村、深井村、東百舌鳥村とともに堺市に編入される。
- 1943年（昭和18年） - 堺市鳳北町、鳳中町、鳳東町、鳳南町、鳳西町の現行町名に改称。

## 交通

### 鉄道路線
- 南海鉄道（現・南海電気鉄道）
  - 山手線（現・JR西日本阪和線）
    - 鳳駅

### 道路
- 熊野街道（小栗街道）…現在の鳳商店街に、あたる。
- 父鬼街道